# Терпилівка
Перкачове-Село — село в Україні, у Скориківській сільській громаді Тернопільського району Тернопільської області. Адміністративний центр колишньої Терпилівської  сільради, якій було підпорядковано села Гущанки, Лозівка та Ободівка.
Від вересня 2015 року ввійшло у склад Скориківської сільської громади. Розташоване на північному сході району. 
Населення — 321 особа (2007).

## Історія
Поблизу села виявлено археологічні пам'ятки черняхівської культури.
Відоме від 1540 року.
Діяли українські товариства «Просвіта», «Січ», «Луг», «Сільський господар», «Рідна школа», «Союз українок», «Відродження», кооператива.
У 1930 році у Терпилівці польською шовіністичною владою була проведена так звана «пацифікаційна акція».
12 червня 2020 року, відповідно до розпорядження Кабінету Міністрів України  № 724-р «Про визначення адміністративних центрів та затвердження територій територіальних громад Тернопільської області», село увійшло до складу Скориківської селищної громади.
19 липня 2020 року в результаті адміністративно-територіальної реформи та ліквідації Підволочиського району, село увійшло до складу новоствореного Тернопільського району.

## Пам'ятки
- церква святителя Миколая Чудотворця (1995, ПЦУ),
- церква Святого Миколая (2010, кам'яна, УГКЦ).

Споруджено пам'ятник воїнам-односельцям, полеглим у німецько-радянській війні (1965, реконструйовано 1989), насипано символічну могилу воякам УПА.

## Соціальна сфера
Працюють ЗОШ 1 ступ., клуб, бібліотека, ФАП, відділення зв'язку, фермерське господарство, 2 торговельні заклади.

## Святині
В Терпилівці була дерев'яна соснова церква української архітектури (спалена).

## Відомі люди

### Народилися
- Бомба Іван - український інженер-будівельник, громадський діяч,
- актор, режисер, діяч культури Ярослав Геляс,
- Когут Федір — заступник референта пропаганди Карпатського крайового проводу ОУН, Лицар Бронзового та Срібного Хрестів Заслуги.
- літератор С. Трач,
- вчений у галузі геології Орест Матковський,
- проживав і похований священик, письменник Володимир Герасимович,

### Перебували
- науковець Р. Матейко,
- письменниця, перекладач, графік Л. Палій.
- Ольга Олійник-Ксєнжопольська (1909–1986), наречена й активна популяризаторка творчості Богдана Ігоря Антонича (1909–1937), видатного українського поета.
- Герасимович-Когут Анна Володимирівна — хоровий диригент, фольклорист, композитор, мемуарист.

## Галерея

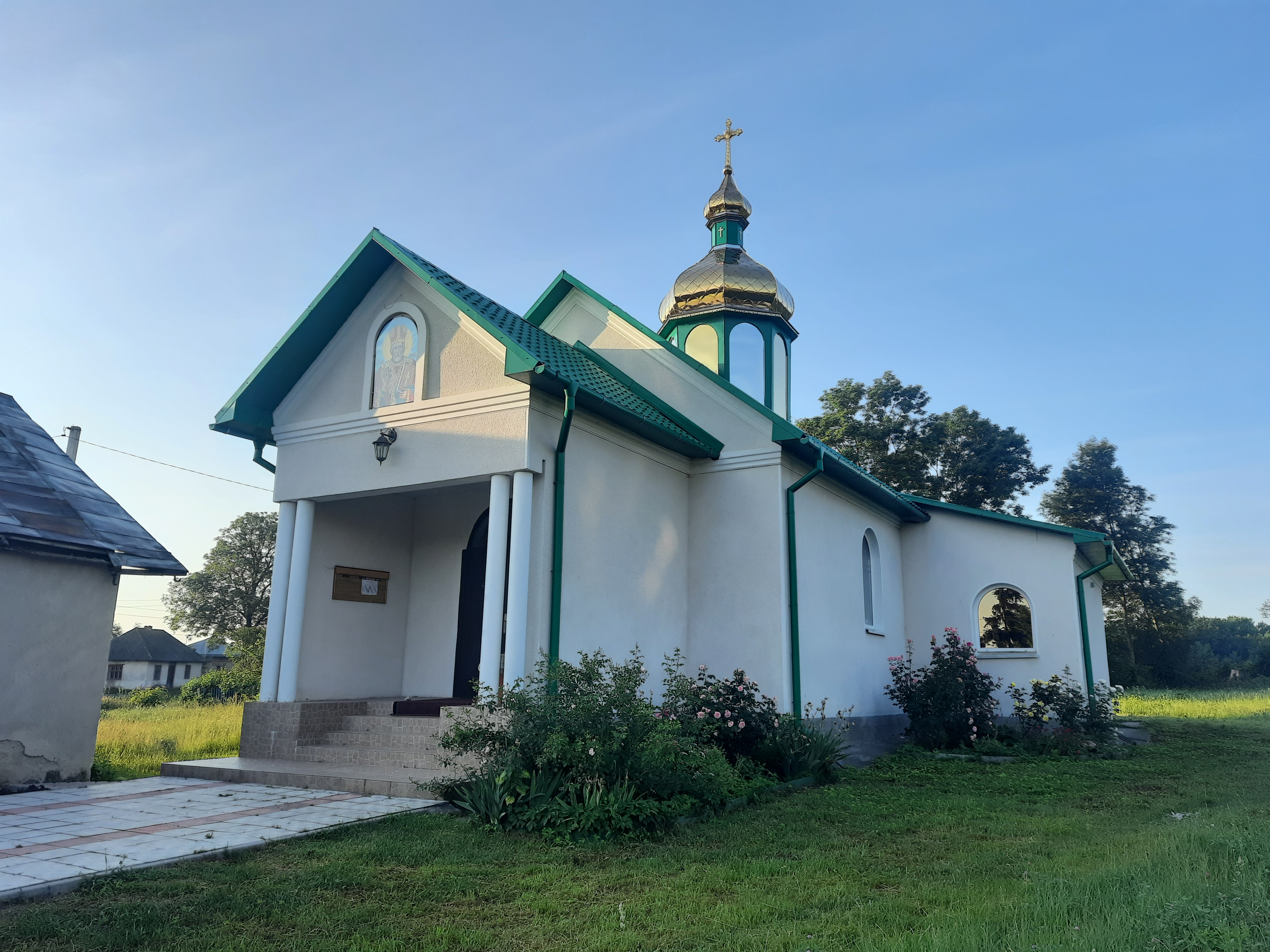
Церква Святого Миколая УГКЦ
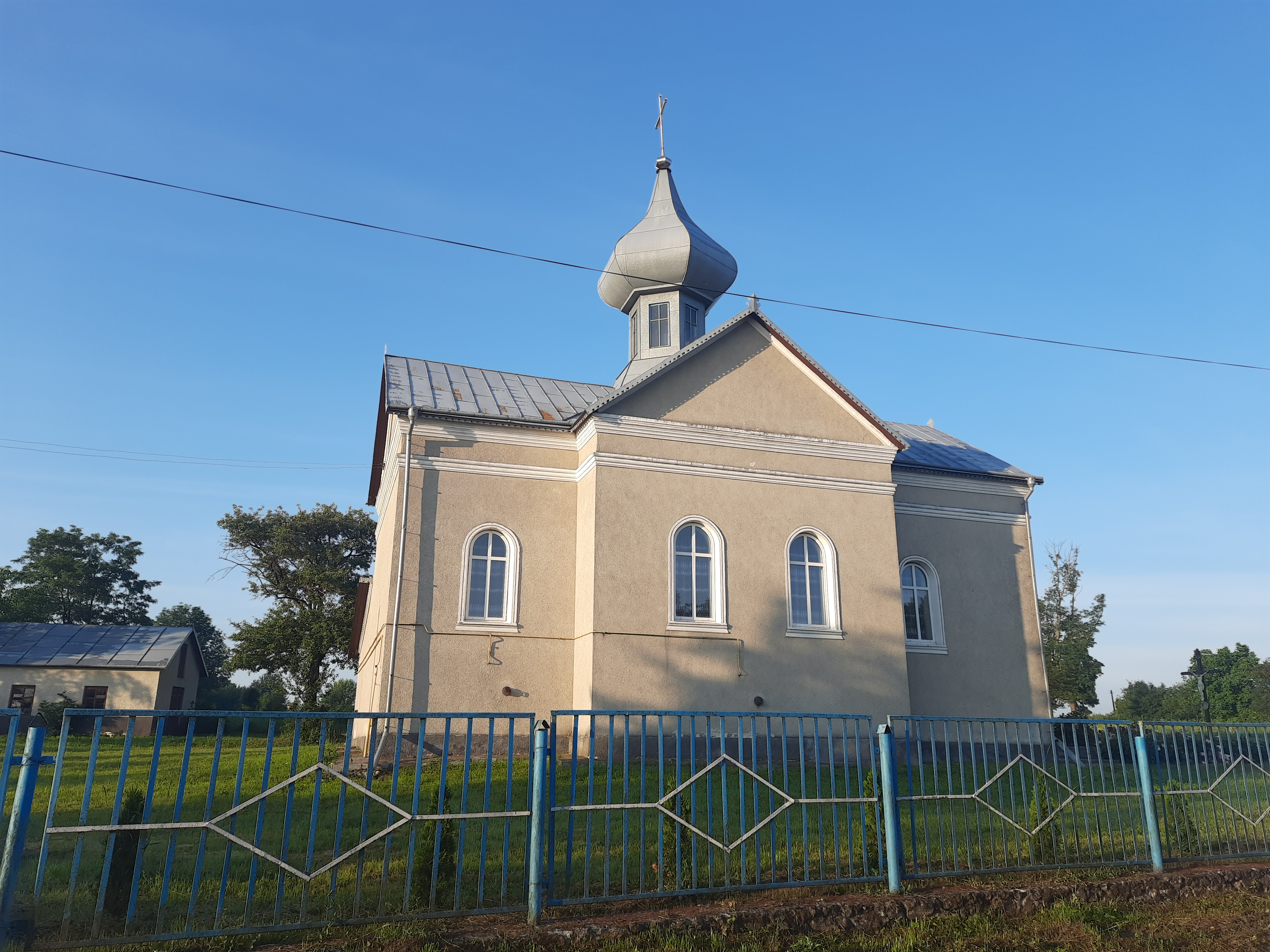
Церква Святого Миколая. ПЦУ
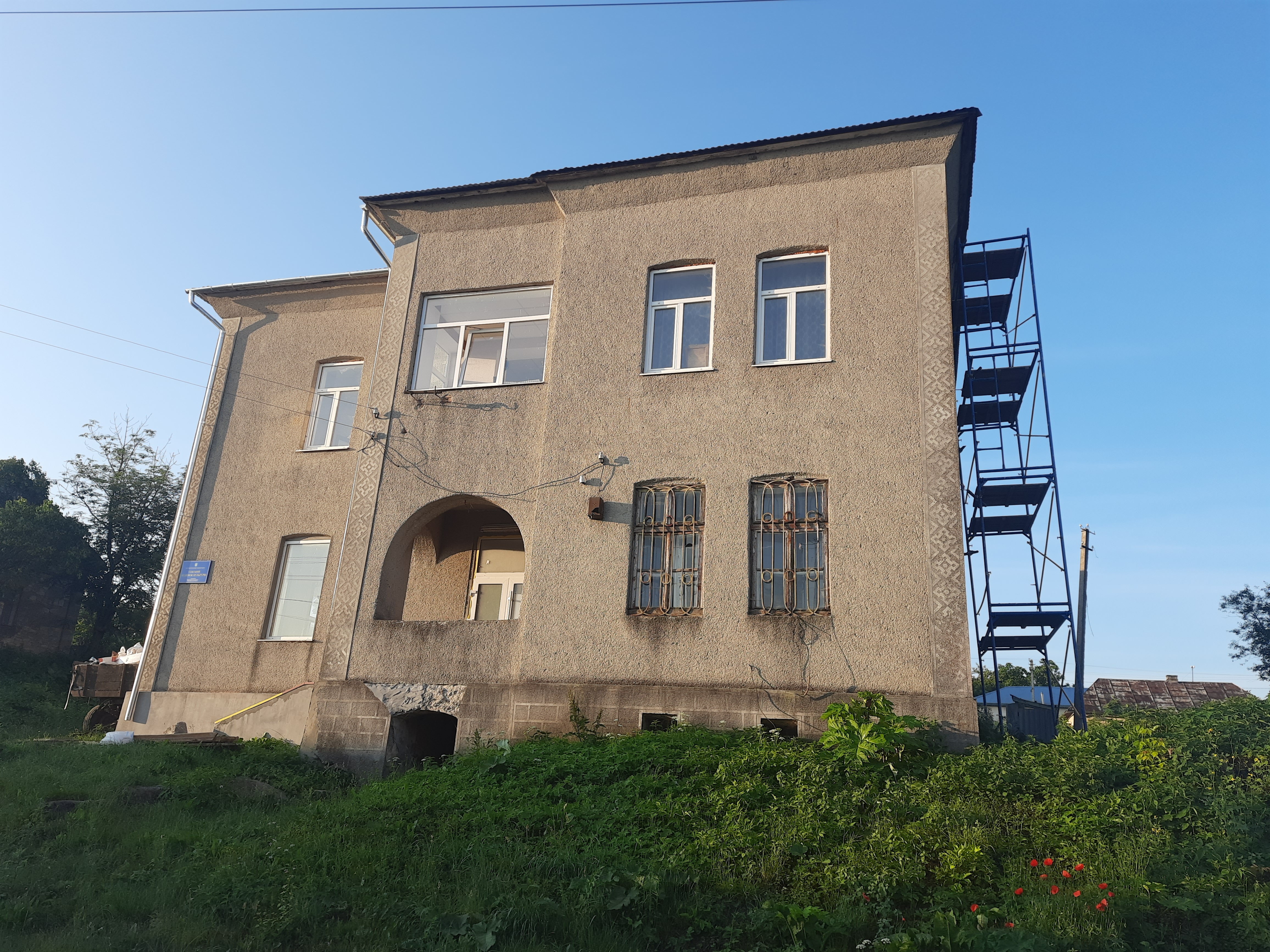
Будинок культури
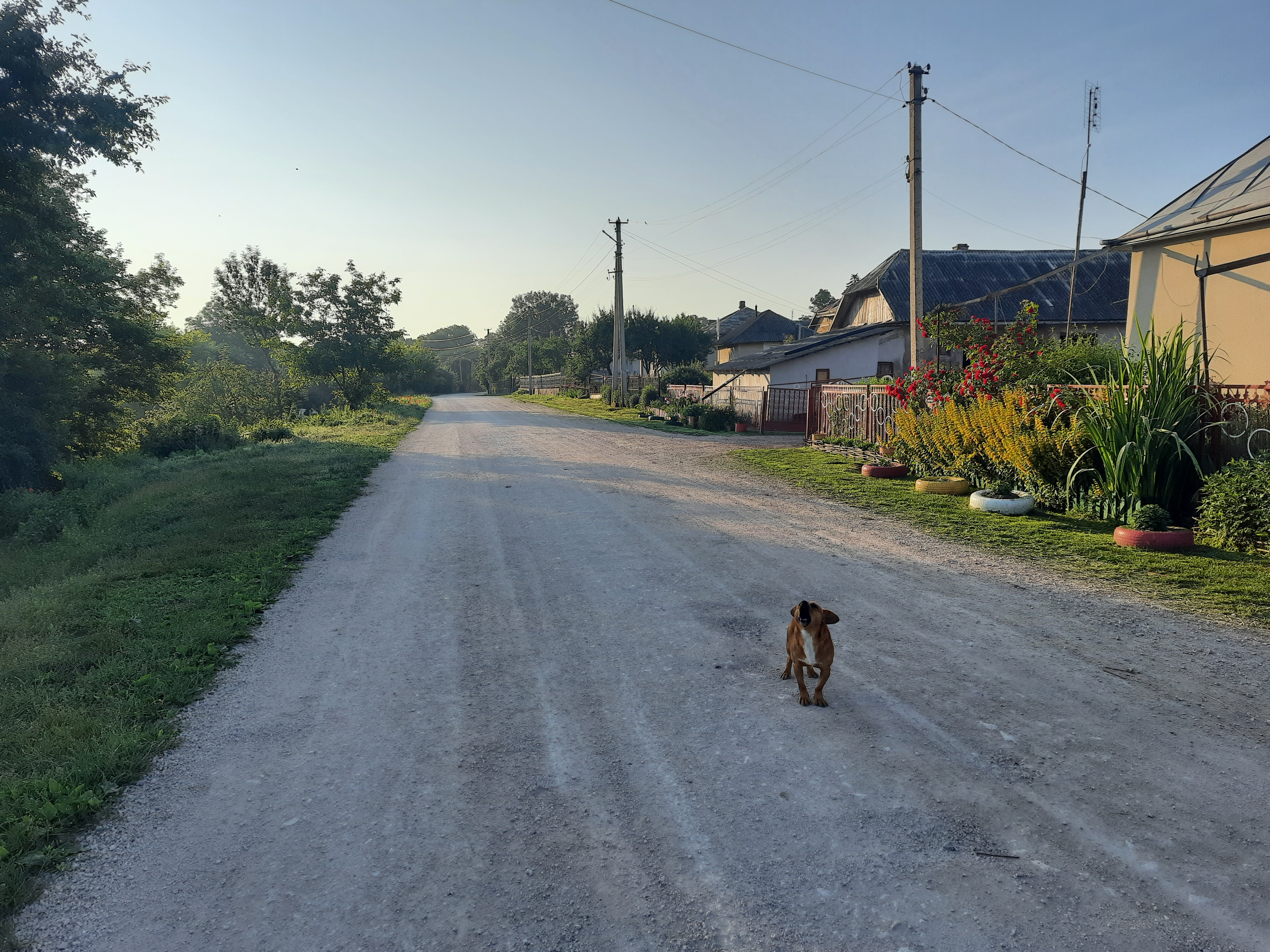
Сільська вулиця
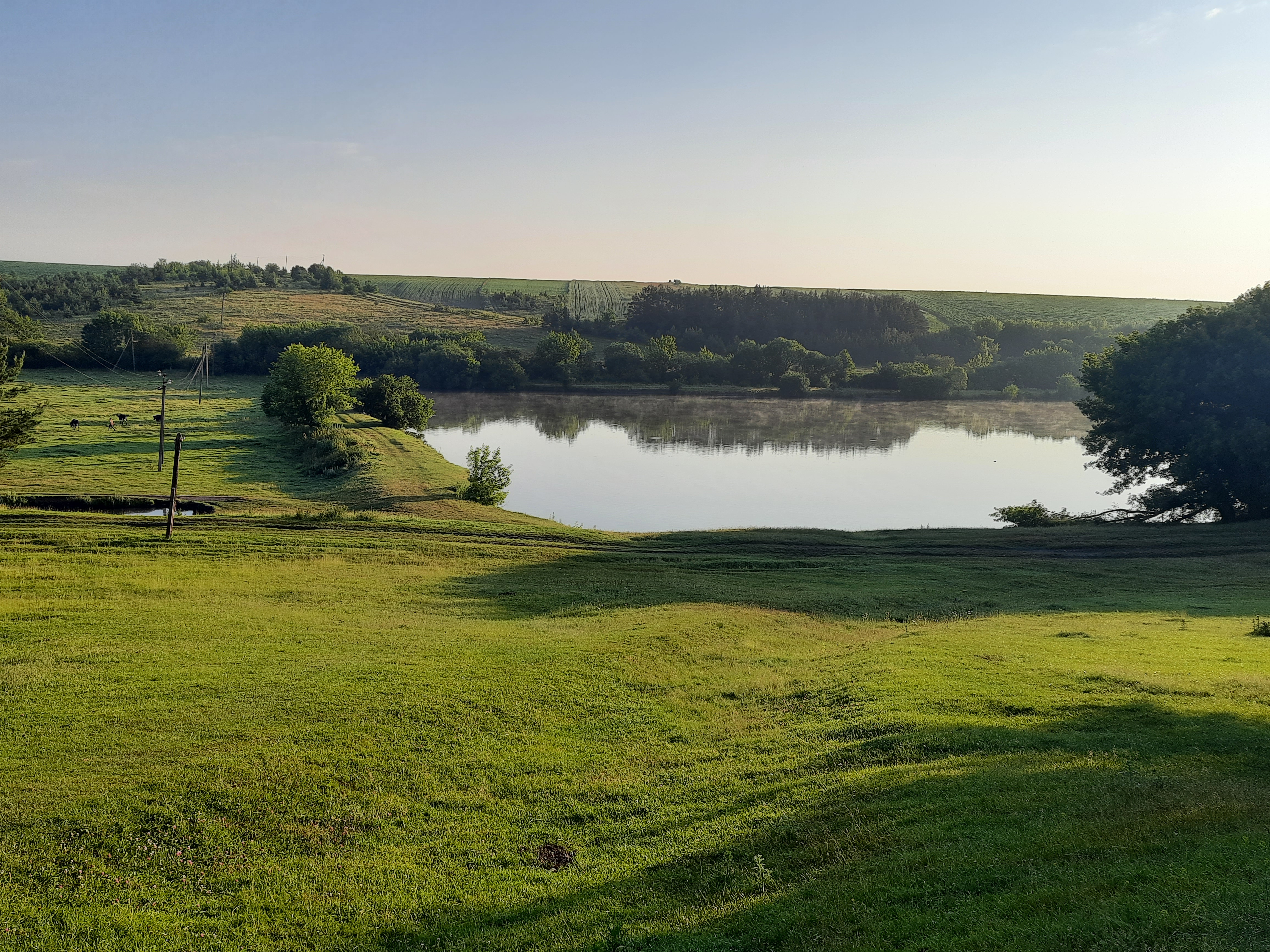
Став біля села